# 史蒂芬·C·哈里森
史蒂芬·C·哈里森（1943年6月4日—）是一位美国生物化学家，哈佛医学院、波士頓兒童醫院和霍华德·休斯医学研究所研究员，1990年获路易莎·格罗斯·霍维茨奖，2006年获瑞典皇家科学院颁发的爱明诺夫奖，2014年当选皇家学会外籍院士，2015年获韦尔奇化学奖。